# KV-2
KV-2 var en tung sovjetisk stridsvagn som tillverkades och användes under andra världskriget. (KV efter Kliment Vorosjilov)

## Bakgrund
Under utvecklingen av KV-1 fann man att den modellen hade otillräcklig beväpning, även om bepansringen var mycket kraftig. KV-1 använde samma 76,2 mm kanon som satt i den medeltunga T-34, och även om man experimenterade med förbättrade versioner av kanonen kunde KV-1 inte riktigt fylla rollen som tungt understödsartilleri. Därför började man skissa på en modell med mycket grövre kaliber som skulle användas som tungt artilleriunderstöd vid stormningar av befästa försvarsställningar.
Man bedömde att KV-1 hade den upphängning och den drivlina som krävdes, och satte ovanpå chassit från KV-1 ett mycket stort kanontorn med en 152 mm M1938 haubits. Tornet var mycket högt och hade raka kanter, vilket gjorde vagnen sårbar trots det tjocka pansaret (75 mm i fronten och 70 på sidorna). En senare version (KV-2B) hade asymmetrisk placering av kanonen och påsvetsade 35 mm tjocka pansarplåtar i fronten. Ett fåtal KV-2B utrustades med eldkastare.
Fler KV-2 gick förlorade på grund av mekaniska problem med kraftöverföringen än på grund av fientlig beskjutning. Modellen blev ingen framgång, och efter cirka 300 färdigställda exemplar drogs överlevande vagnar bort från aktiva förband.

## Kännetecken
Stridsvagnen hade ett kantigt, mycket stort och svårmanövrerat torn som reste sig över 4 meter över marken. Den kraftiga beväpningen gjorde KV-2A mycket tyngre än KV-1, men modellen hade samma motor och kraftöverföringssystem som föregångaren. Trots att tornet roterades med motorkraft var det svårt eller omöjligt att rikta kanonen om vagnen inte stod plant. Dessutom innebar tornets storlek att det blev mycket lättare för fienden att träffa vagnen.
Ammunitionslagret bestod av 36 skott som sköts med en utgångshastighet av 432 m/s (spränggranater). Skottvidden var maximalt drygt 12 km.
I övrigt, se KV-1.